# Liam Gallagher John Squire
Liam Gallagher John Squire (také uváděno jako Liam Gallagher & John Squire) je společné studiové album anglického zpěváka a skladatele Liama Gallaghera a kytaristy Johna Squirea, které vyšlo 1. března 2024 u společnosti Warner Music UK. Albu předcházely singly "Just Another Rainbow" a "Mars to Liverpool". Jde o Squireovo první album s materiálem pod vlastním jménem po dvaceti letech od alba Marshall's House (2004).

## Singly
5. ledna 2024 vydali Gallagher a Squire "Just Another Rainbow". Singl debutoval a umístil se na 16. místě UK Singles Chart.
Druhý singl z alba, "Mars to Liverpool", byl vydán 26. ledna 2024 a dosáhl vrcholu na 16. místě UK Singles Downloads Chart.
Třetí singl z alba "Raise Your Hands" byl vydán 3. března 2024, propagován byl na manchesterském derby na Etihad Stadium.
Čtvrtý singl alba "I'm a Wheel" byl vydán 10. dubna 2024, propagován byl v The Tonight Show s Jimmym Fallonem v hlavní roli.

## Turné
26. ledna dvojice oznámila turné k albu, které začalo 13. března 2024 v Barrowland Ballroom ve skotském Glasgow a skončilo 11. dubna v newyorském Brooklyn Paramount Theater. Ke Gallagherovi a Squireovi se jako doprovodná kapela připojili bubeník Joey Waronker, Gallagherův dlouholetý klávesista Christian Madden a Barrie Cadogan, který hrál na kytaru u Gallaghera v letech 2022 až 2023, na baskytaru. Setlist turné se skládal ze všech deseti skladeb z alba plus coververze "Jumpin' Jack Flash" od The Rolling Stones.

## Seznam skladeb
Autorem všech skladeb je John Squire.
| Seznam skladeb alba "Liam Gallagher John Squire" | Seznam skladeb alba "Liam Gallagher John Squire" | Seznam skladeb alba "Liam Gallagher John Squire" |
| Pořadí                                           | Název                                            | Délka                                            |
| ------------------------------------------------ | ------------------------------------------------ | ------------------------------------------------ |
| 1.                                               | "Raise Your Hands"                               | 4:20                                             |
| 2.                                               | "Mars to Liverpool"                              | 3:40                                             |
| 3.                                               | "One Day at a Time"                              | 3:43                                             |
| 4.                                               | "I'm a Wheel"                                    | 3:46                                             |
| 5.                                               | "Just Another Rainbow"                           | 5:36                                             |
| 6.                                               | "Love You Forever"                               | 3:35                                             |
| 7.                                               | "Make It Up as You Go Along"                     | 2:11                                             |
| 8.                                               | "You're Not the Only One"                        | 3:56                                             |
| 9.                                               | "I'm So Bored"                                   | 4:46                                             |
| 10.                                              | "Mother Nature's Song"                           | 4:07                                             |
| Celková délka:                                   | Celková délka:                                   | 39:40                                            |